# Better Than a Thousand
Better Than a Thousand was een hardcore band met voormalig Youth of Today-zanger Ray Cappo, Graham Land en Ken Olden van Battery Fame. Het was een bijproject van Shelter, Ray was oorspronkelijk bedoeld om een paar nummers op te nemen met een paar vrienden en er kwamen drie wereldtournees en twee albums uit voort.

## Bezetting
- Ray Cappo[3] (zang)
- Jeff Neumann[4] (gitaar)
- Graham Land[5] (basgitaar)
- Ken Olden[6] (drums)

## Discografie

### Singles
- 1999:	Self Worth (7" single)

### Albums
- 1997:	Just One (Revelation Records)
- 1999:	Value Driven (Epitaph Records)
- 2004:	Discography	(Super Soul Records)

### Splits
- 1998: Better Than A Thousand / 28 Days (7", DEA)
- 1998: Better Than A Thousand / Face Of Change (7" DEA)

### Compilatie
- Fight The World, Not Each Other (A Tribute to 7 Seconds) – In Your Face
- The Rebirth Of Hardcore: 1999 – I Can Make a Difference / Out of Fashion
- Anti-Racist Action: Stop Racism the benefit CD – Poison In Your Brain (LFKB remix)